# Športsko ribolovno društvo "Zlatni Karas"
Športsko ribolovno društvo "Zlatni Karas" iz Viljeva osnovano je 1981. godine.
Danas Športsko ribolovno društvo "Zlatni Karas" broji 50- tak članova od toga su 17 članova kadeti, pet juniori, a ostalo su seniori.
Do sada su sudjelovali u brojnim natjecanjima te su svojevremeno postigli značajne uspjehe. Tako su osvojili 3. mjesto u 3 Hrvatskoj ligi Istok prije nekoliko godina. Sudjelovali na Sletu kadeta u Bedekovčini prije nekoliko godina kada je jedan član ušao u uži krug za reprezentaciju Hrvatske. 
Posljednjih nekoliko godina zbog nedostatka financijskih sredstava sudjeluju samo na natjecanjima na nivou Osječko-baranjske županije.

## Vanjske poveznice
- ŠRD "Zlatni Karas" Viljevo  Arhivirana inačica izvorne stranice od 7. kolovoza 2009. (Wayback Machine)